# Bataclan (Barcelona)
El Bataclan va ser un music-hall ubicat al número 85 de l'Avinguda del Paral·lel, cantonada amb el carrer Poeta Cabanyes, al Poble-sec.
A començaments del segle xx, al mateix indret hi existia un cafè concert amb el nom de Gran Cafè del Recreo. Des de 1910, en aquest cafè-concert s'hi van començar a fer espectacles de music-hall, rebatejant el local com Gran Café Concierto del Recreo. L'èxit va fer que es reformés per donar-li més cabuda, convertint-se en music-hall i canviant de nou el nom pel de Gran Music-hall Novelty. El Novelty va anar guanyant fama i reconeixement com un dels music-halls més famosos del Paral·lel, molt popular entre els mariners, els obrers de les fàbriques del Poble-sec i Sants i els veïns del barri.
L'any 1924, l'empresari Francesc Serrano Arambul, propietari d'El Molino, se'n va fer càrrec i li va canviar el nom pel de Bataclan. Aquest nom el manvella de Le Bataclan de París, que al seu torn prenia el nom d'una coneguda opereta d'Offenbach.
Amb el nom de Bataclan va arribar fins a la Guerra Civil. Amb l’arribada dels franquistes al poder, es va modificar el nom i va passar a dir-se Ra-ta-plán, sense que en quedin clars els motius. Amb aquesta nomenclatura durà poc, fins que al 1942 va passar a ser un magatzem de fustes. Anys després va construir-se al terreny l'Hotel Paral·lel i als seus baixos s'hi va establir una coneguda botiga de roba de segona mà.